# Llengües arutani-sapé
Les llengües uruak-warao o arutani-sapé és una família formada per dues llengües, l'arutani i el sapé. Actualment estan amenaçades, són parlades a la regió de la frontera entre el Brasil i Veneçuela. Les dues llengües que la formen estan llunyanament emparentades, encara que Kaufman (1990) va trobar el parentiu convincent. Encara que Campbell i Migliazza (1998) el rebutgen per poc convincent.
A Veneçuela l'últim recompte de parlants d'arutani va trobar només dos parlants, i al Brasil 17; quant al sapé es van trobar únicament 5 parlants. Tots els uruak parlants parlen també ninam, una llengua de la família yanomam.

## Classificació

### Llengües de la família
1. Arutani[3] (també anomenat Aoaqui, Auake, Auaque, Awake, Oewaku, Orotani, Uruak, Urutani), 23 parlants (1997).[4]
2. Sapé[5] (també anomenat Caliana, Chirichano, Kaliana, Kariana), 60-100 (1997).[4]

Les primeres dades lingüístiques de totes dues llengües procedeixen de Theodor Koch-Grünberg, que en 1913 va publicar una llista de vocabulari sobre el arutani, i en 1928 va publicar algunes dades sobre el sapé.

### Relació filogenètica
A pesar que diversos autors citen aquesta família, realment no existeix evidència de parentiu, com expliquen Migliazza & Campbell (1988), per la qual cosa la inclusió d'aquesta família en unes certes classificacions com les de Kaufman (1990) i Lewis (2009) és simplement el resultat d'agrupar dues llengües veïnes que semblen estar emparentades amb altres famílies de la regió.